# Bahnhof Nürnberg Nordost
Der Bahnhof Nürnberg Nordost (auch Nürnberg Nordostbahnhof) liegt an Ring- und Gräfenbergbahn und befindet sich im Norden Nürnbergs zwischen den Stadtteilen Schoppershof und Klingenhof. Er verfügt über zwei Bahnsteiggleise, und zwar ein Durchgangs- und ein Stumpfgleis, die an einem 145 m langen und 55 cm hohen Inselbahnsteig liegen. Der Bahnhof wird von der Regionalbahnlinie RB21 (Nürnberg Nordost – Gräfenberg) bedient und ist mit der U-Bahn-Linie U2 sowie Stadtbuslinien verknüpft.

## Geschichte
Der Bahnhof wurde von den Königlich Bayerischen Staatseisenbahnen errichtet und am 1. Juli 1899 zusammen mit dem Ringbahn-Abschnitt Nürnberg Ost – Nürnberg Nord eröffnet. Anfangs diente er nur dem Güterverkehr, wofür diverse Ladegleise und ein Güterschuppen erstellt wurden. Der Personenverkehr wurde mit der Eröffnung der Gräfenbergbahn am 1. Februar 1908 aufgenommen, wovon zwischen 1911 und 1912 vereinzelt Fahrten über die Ringbahn und die Bahnstrecke Nürnberg–Cheb bis zum Hauptbahnhof verlängert wurden. Mit Ausnahme dieser Verbindungen wird der öffentliche Personenverkehr seitdem als Inselbetrieb durchgeführt. Bis 1996 war der Bahnhof mit der Straßenbahn und seitdem mit der U-Bahn an den Hauptbahnhof angebunden. In den 1990er Jahren wurde die Güterverladung aufgegeben, die Gleisanlagen nach und nach zurückgebaut und das Stationsgebäude abgerissen. Der letzte Umbau erfolgte mit der Sanierung der Gräfenbergbahn zwischen Juli und September 1999. Neben der Errichtung eines neuen Inselbahnsteigs sowie eines direkten Zugangs zum U-Bahnhof Nordostbahnhof wurde die Überführung über die Äußere Bayreuther Straße (B 2) erneuert und ein 208 m langes Abstellgleis gebaut.

## Zukunft
Im Rahmen des Ausbauprogramms S-Bahn Nürnberg (AuSbauNü) wird aktuell über den Nordostbahnhof hinaus eine Durchbindung der Gräfenbergbahn als S-Bahn über die nördliche Ringbahn nach Fürth Hauptbahnhof und darüber hinaus über die Rangaubahn nach Cadolzburg untersucht. Ein Personenverkehr auf der Ringbahn war bereits in den 1930er Jahren in Planung, Forderungen nach einer Durchbindung der Gräfenbergbahn nach Fürth gibt es seit den 1990er Jahren.

## Verbindungsübersicht

### Regionalverkehr
Der Bahnhof wird durch DB Regio Bayern mit einer Regionalbahnlinie bedient. Sie ist Teil der Mittelfrankenbahn und wird mit Dieseltriebzügen des Typs Alstom Coradia LINT 41 (Baureihe 648) und LINT 54 (Baureihe 622) bedient.
| Linie                    | Laufweg                                                             | Frequenz                                                         |
| ------------------------ | ------------------------------------------------------------------- | ---------------------------------------------------------------- |
| RB21                     | Nürnberg Nordost – Heroldsberg – Eschenau (Mittelfr) (– Gräfenberg) | Stundentakt Halbstundentakt (Nürnberg Nordost–Eschenau, zur HVZ) |
| Stand: 15. Dezember 2024 |                                                                     |                                                                  |

### Stadtverkehr
Flughafen – Röthenbach

 Nordostbahnhof – Erlangen Hugenottenplatz

 Nordostbahnhof – Röthenbach

 Ziegelstein – Frankenstraße

 Martha-Maria-Krankenhaus – Heilig-Geist-Spital

 Martha-Maria-Krankenhaus – Nordostbahnhof 

 Nordostbahnhof – Röthenbach

 Nordostbahnhof – Mögeldorf

## Fränkische Museums-Eisenbahn
Östlich des Bahnhofes befindet sich an der Ringbahn auf einem Industriegelände der Heimatbahnhof der Fränkischen Museums-Eisenbahn, er ist über ein Gleis an die Ringbahn angeschlossen.

## Bilder

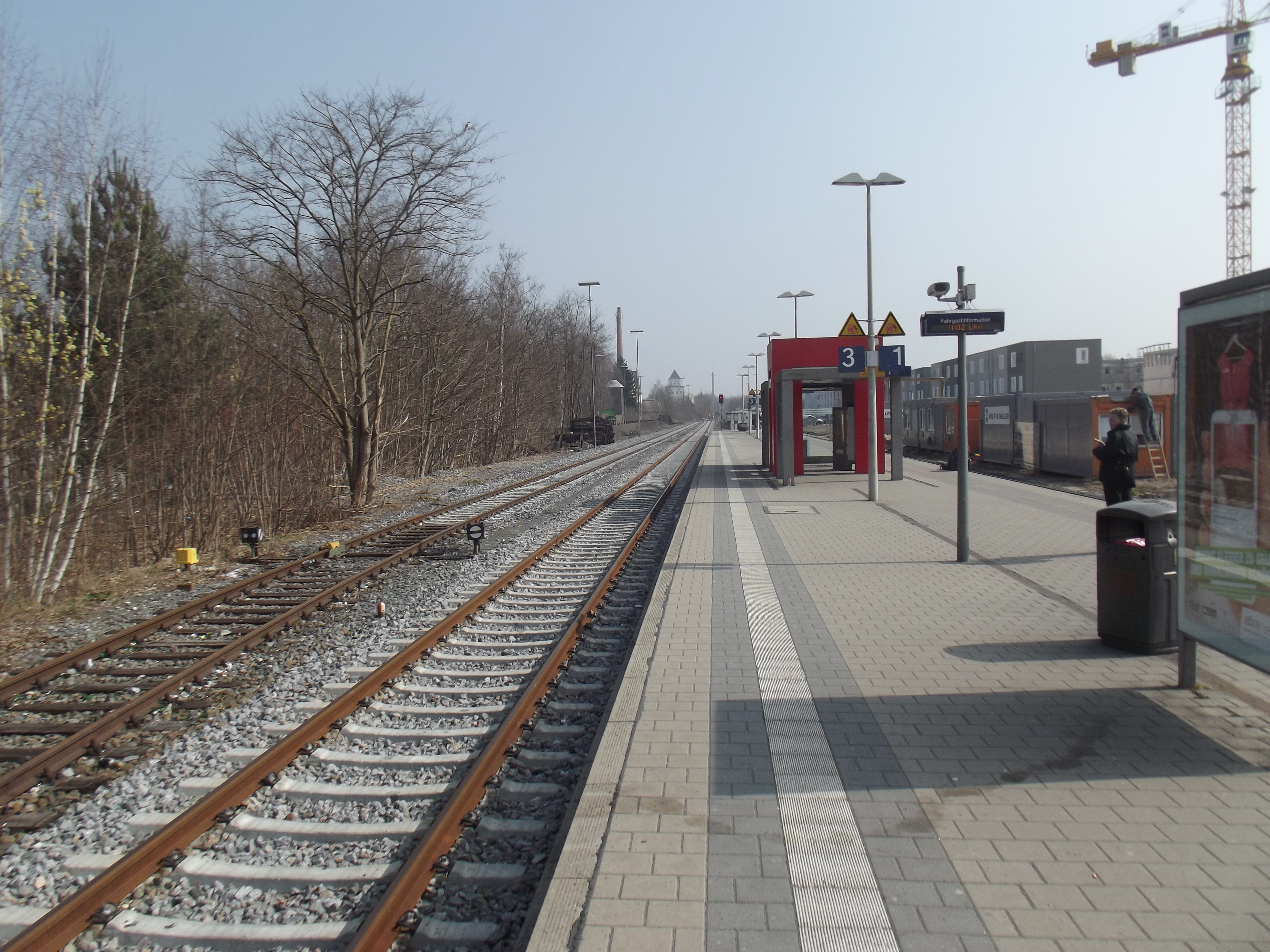
Blick vom Gleis 3 Richtung Gräfenberg
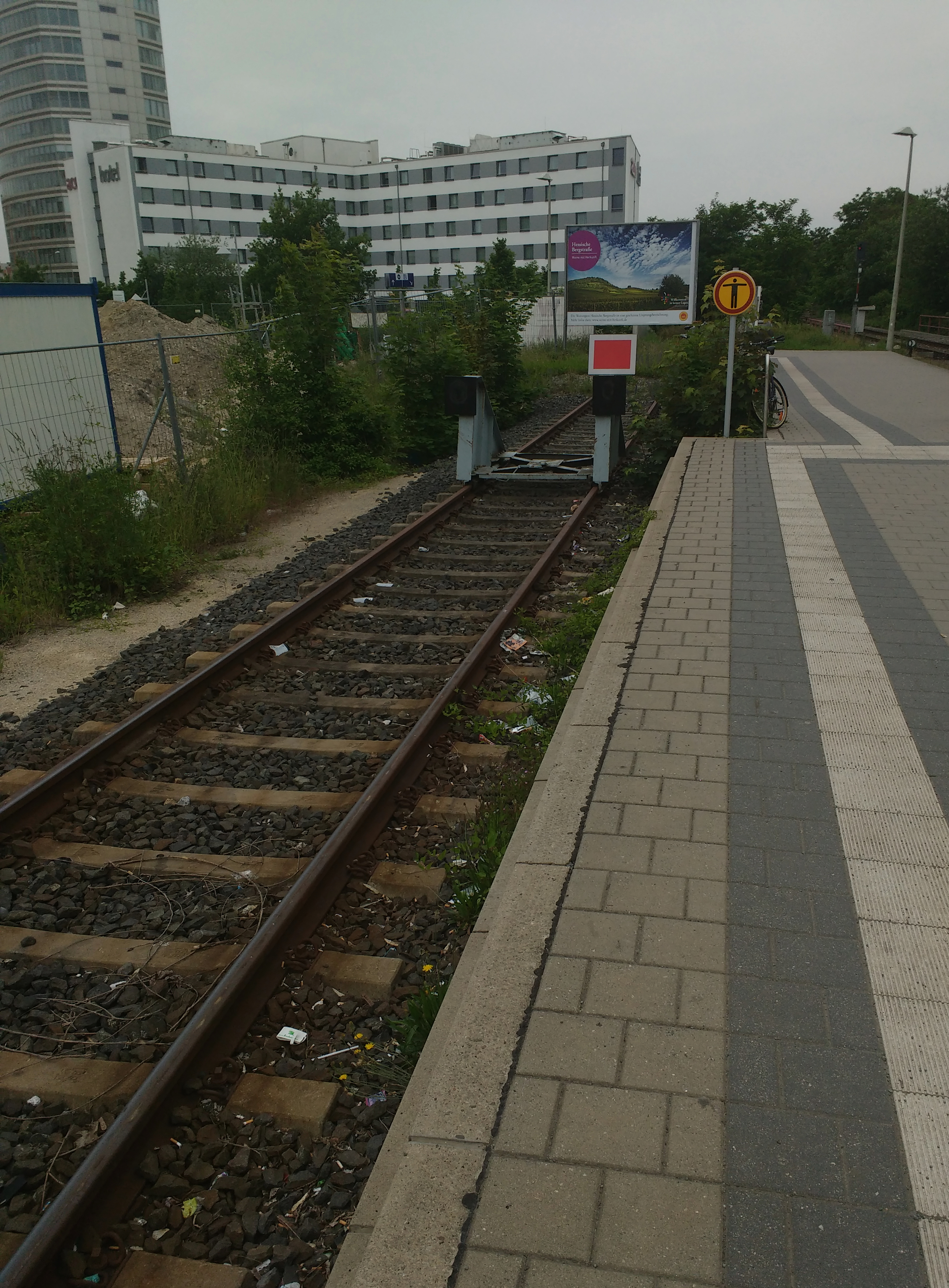
Gleis 1 mit Prellbock
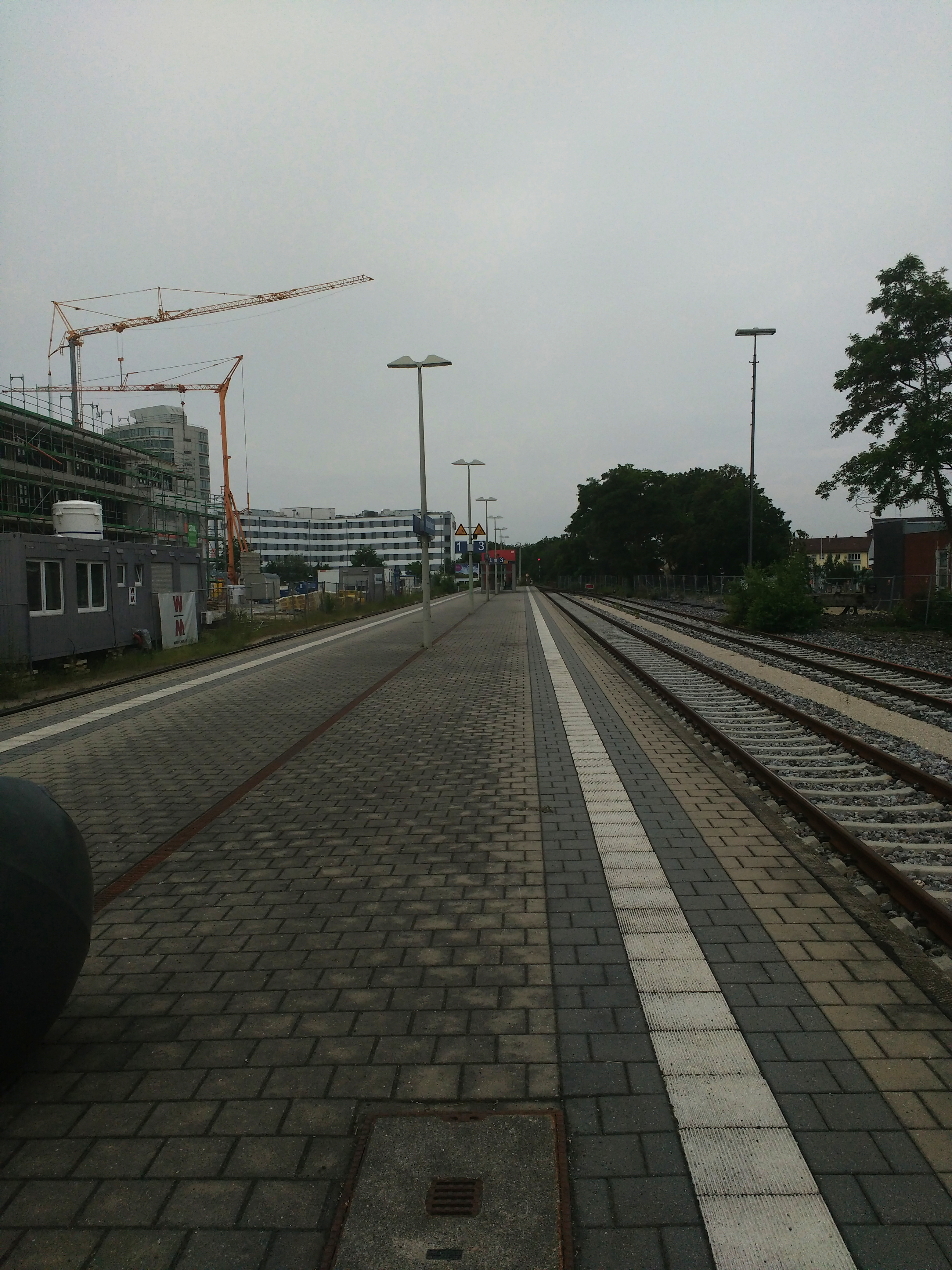
Blick vom Gleis 3 Richtung Leipziger Platz
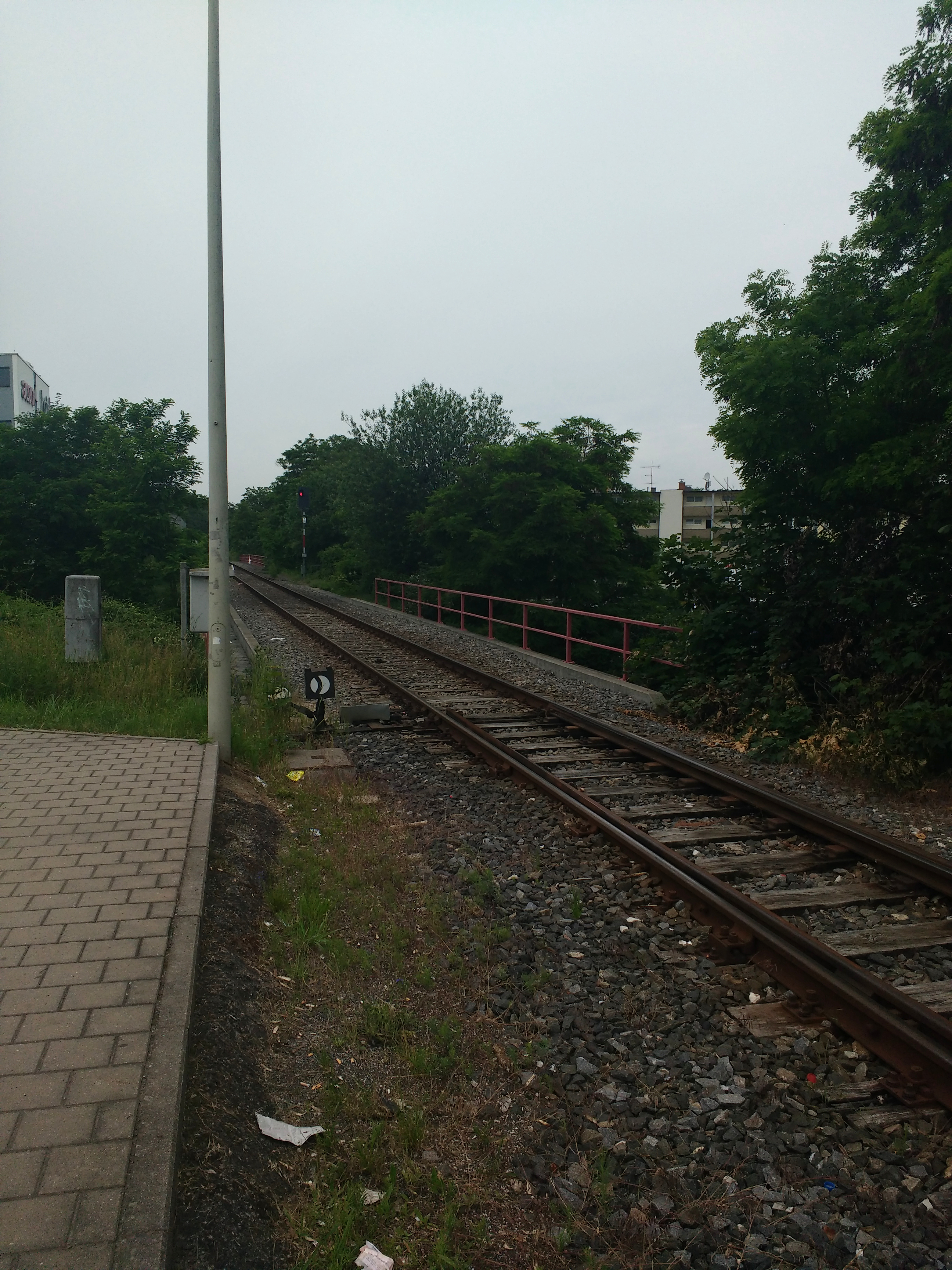
Ringbahnbrücke über die Bayreuther Straße